# Gaspard de Glandevès de Niozelles
Pour les autres membres de la famille, voir Glandevès.
Gaspard Antoine de Glandevès de Niozelles, né à Marseille en janvier 1620 et mort à Niozelles en 1714, est un officier provençal.
Il a été le chef d'un parti s'opposant à toute atteinte aux privilèges de la ville de Marseille. Condamné à mort par contumace le 28 février 1660, il s'exile en Espagne puis après avoir été amnistié, se retire dans son fief de Niozelles où il meurt peu après.

## Origine
Gaspard de Glandevès de Niozelles est le fils de Louis Antoine de Glandevès de Niozelles, qui fut consul de Marseille en 1623 et 1648-1649, et de Marguerite Félix de la Reynarde. Il est né en janvier 1620 et est baptisé le 11 janvier 1624. Il est surtout connu comme un notable qui veut maintenir l'autonomie de la cité de Marseille contre l'autorité envahissante de Louis XIV, comte de Provence (et par ailleurs roi de France).

## Le contexte politique
Au XVIIe siècle, le roi de France ne règne en Provence, état indépendant protégé par la Constitution provençale de 1486, qu'au titre de comte de Provence. Il essaye d'imposer davantage son pouvoir et de réduire l'indépendance provençale. Marseille a elle-même un statut encore plus autonome, celui de "terre adjacente", au sein de la Provence.  La ville de Marseille connaît, de 1655 à 1660, cinq années d'agitations et de rébellion contre Louis XIV, qui aboutiront à la prise de la ville par les troupes de Louis XIV. Gaspard de Glandevès est l'homme qui défiera le roi. 
Cet esprit d'indépendance de la ville se révèle par exemple en novembre 1655 lorsque des marins marseillais voulant donner la chasse à des pirates majorquins s'emparent d'une galère génoise. Un tel acte entraîne de vives protestations de la part des génois et Louis XIV somme les consuls de Marseille d'aller en personne s'excuser auprès des autorités génoises ; les consuls jugent inutile de se déplacer et envoient à Gênes pour les représenter les consuls de l'année précédente : cette attitude désinvolte irrite le jeune souverain.
Le 28 octobre 1657, jour de la Saint Simon, les nouveaux consuls doivent être désignés par tirage au sort comme chaque année ce jour. Afin d'avoir des personnes à son service, le duc de Mercœur, gouverneur de Provence, en accord avec le président du parlement de Provence, Henri de Forbin-Maynier, baron d'Oppède, les fait désigner par lettres patentes du roi. Sont ainsi désigné : Lazare de Vento la Baume, premier consul, les deux autres consuls étant Pascal Boniface et Joseph Fabre ; l'assesseur est Jean Decamps. Une telle désignation est contraire aux privilèges de la ville et ne pouvait qu'irriter les Marseillais. Ces nouveaux consuls sous prétexte de défendre la côte contre les pirates mais surtout pour être agréable au gouverneur, font venir de Toulon une galère qui appartient au chevalier de Vendôme, fils dudit gouverneur et décident que son armement se fera aux frais des négociants marseillais. Une telle décision étant contraire aux privilèges de la ville, une opposition se forme aussitôt à la tête de laquelle se porte Gaspard de Glandevès de Niozelles.

### La révolte
Une émeute éclate le 13 juillet 1658 ; l'hôtel de ville est attaqué, Niozelles y est blessé mais ses amis s'en emparent ainsi que de la porte Réal. Les consuls profitent d'une accalmie pour faire rentrer dans la ville au cours de la nuit du 18 au 19 juillet les soldats du gouverneur qui reprennent l'hôtel de ville. Cette fois c'est un véritable soulèvement général de la ville qui se produit avec de nombreuses barricades. Le 1er consul est obligé de s'enfuir de l'hôtel de ville sous un déguisement et les deux autres consuls capitulent. Le gouverneur Mercœur réunit une véritable armée qu'il stationne à Aubagne, Les Pennes et Vitrolles ; il envoie également les galères de Toulon commandées par le chevalier Paul bloquer le port de Marseille. Une trêve est heureusement conclue le 1er août 1658 : les consuls retrouvent leur poste, les troupes se retirent et une amnistie générale est accordé par le roi le 14 août 1658.

### Le report des élections
En même temps qu'est proclamée cette amnistie, un arrêt du roi reporte l'élection des consuls qui doit se faire le 28 octobre 1658 au 28 décembre, anniversaire du massacre des saints Innocents. Cet arrêt étant contraire aux privilèges de la ville, les Marseillais désignent quand même le 28 octobre les nouveaux consuls à savoir : Antoine de Beausset, Louis de Vacon, François Granget et l'assesseur Pierre Deloule. Louis XIV défend aux nouveaux consuls d'exercer leurs fonctions et leur ordonne ainsi qu'à Niozelles de se rendre à Lyon où il se trouve. Les Marseillais refusent tout d'abord d'obéir, mais conscients de jouer un jeu dangereux, acceptent de se rendre à Lyon où ils rencontrent Mazarin. Ce dernier aménage avec Louis XIV une entrevue  qui a lieu à Paris le 6 janvier 1659. Le roi dit simplement : « Je verrai ce que j'aurai à faire ». La menace est sous-jacente.
L'élection est de nouveau déclarée nulle. Le gouverneur Mercœur organise le 24 janvier 1659 de nouvelles élections par tirage au sort mais il accepte, pour ne pas vexer l'amour propre des Marseillais, de mettre dans les boîtes que les noms des quatre magistrats qui venaient d'être révoqués. Les trois consuls et l'assesseur sont donc réélus.

### Le châtiment royal
En février 1659 des troubles éclatent à Aix-en-Provence, ce qui entraine une répression de la part du président du parlement, Henri de Forbin-Maynier, baron d'Oppède. Niozelles et ses amis donnent asile aux émeutiers mais Mazarin donne l'ordre au viguier Fortia de Pilles de procéder à l'arrestation de ces derniers. Niozelles qui prend conscience du danger d'une grande résistance, conseille aux émeutiers de quitter la ville. Cependant les partisans de Niozelles assassinent un bourgeois nommé Charles Perret partisan de Vento la Baume, ancien consul. Bien qu'étranger à cet assassinat, Niozelles est convoqué devant le parlement ; il refuse d'obéir. Mazarin qui négociait à l'Ile des Faisans la paix qui devait aboutir au traité des Pyrénées, est excédé par l'opposition insolente du gentilhomme marseillais ; il le somme de se rendre à la Cour, sous peine d'être déclaré criminel de lèse-majesté. Le duc de Mercœur charge un des lieutenants de ses gardes, La Gouvernelle, de se rendre à Marseille pour notifier l'arrêt de la Cour. La Gouvernelle se rend à Marseille  le 16 octobre 1659 où il trouve à l'hôtel de ville les consuls et Niozelles. Le bruit de l'arrestation de Niozelles s'étant répandu, des émeutiers envahissent la salle des délibérations, bousculent La Gouvernelle et déchirent l'ordre du roi.
C'en était trop : une telle désobéissance ne pouvait être tolérée. Dès que les nouveaux consuls sont élus le 28 octobre 1659 (Antoine de Candole, Pierre Gueidon et Barthélemy Cousinéry ainsi que l'assesseur Claude Reynaud), Mazarin et le duc de Mercœur lancent le 4 novembre 1659 un mandat d'arrêt contre Niozelles. Des vaisseaux venus de Toulon ferment l'entrée du port et les routes sont gardées. Louis XIV voulait qu'on lui obéisse.
Niozelles, se sentant perdu, se cache dans divers lieux à Marseille, notamment dans le couvent des Capucines. Pendant ce temps, Louis XIV parcourt la Provence : Tarascon, Arles, et Aix-en-Provence où il se trouve le 18 janvier 1660. Le duc de Mercœur arrive à Septèmes-les-Vallons le 21 janvier 1660 à la tête d'une véritable armée, forte de plus de 6 000 hommes. Le lendemain Fortia de Pilles fait procéder au désarmement de tous les habitants. Les canons sont enlevés des remparts et sciés. Louis XIV décide pour surveiller la ville de faire construire à l'entrée du vieux port les forts Saint-Jean et Saint Nicolas.
Le 27 janvier, une chambre du parlement arrive à Marseille et après une procédure sommaire prononce dès le lendemain sept condamnations au supplice de la roue et huit condamnations à la pendaison dont celle de Niozelles. La tête de ce dernier devait être placée sur une bigue devant l'hôtel de ville. Fort heureusement tous les condamnés étaient contumaces sauf un, Jean Léon, dit le Gavot, qui fut effectivement pendu. L'arrêt prononce également la confiscation des biens de Niozelles, la démolition de sa maison, sa dégradation de la noblesse et l'érection d'une pyramide infamante à l'emplacement de sa maison.

### L'exil
Malgré une offre de rançon, Niozelles n'est pas dénoncé et peut embarquer le 26 avril 1660 pour Barcelone. Il repousse les offres de Philippe IV pour ne pas servir contre la France. Il devient l'ami des ambassadeurs en Espagne, le cardinal de Bonzi et le marquis de Villars qui lui obtiennent la permission de revenir sur ses terres qui ont été rendues à sa famille. Sa grâce entière ne lui sera accordée qu'en 1714. Louis XIV le nomme sénéchal de Sisteron et, suivant les lettres d'abolition du 1er août 1714 la pyramide est rasée. Niozelles meurt peu après.

## Les échos littéraires
Les soulèvements de Marseille et les exploits de Niozelles sont contés dans un recueil de poèmes, rédigés en langue provençale dans sa variété marseillaise, par Jan-Batisto Astié (en français Jean-Baptiste Astier). Paru en 1911 chez Ruat à Marseille, le recueil s'intitule Niéuzello (en français "Niozelles"). Il est consultable sur Gallica.